# Казаченко, Николай Александрович
Никола́й Алекса́ндрович Казаче́нко — советский разработчик ядерного оружия, специалист по газодинамике, лауреат двух Сталинских премий.

## Биография
До 1947 года — технолог сборочного цеха завода № 10 (Пермь).
С 1947 по 1971 работал в КБ-11 (ВНИИТЭФ) в Арзамасе-16: старший инженер Лаборатории № 5 (отработка газодинамики сферических зарядов), в 1957—1959 годах начальник отдела 0308 (25/1), в 1959 — 1967 годах начальник газодинамического сектора, в 1967—1971 годах начальник газодинамического отдела.
Один из разработчиков торпед для атомных подводных лодок.
В 1971 года переехал в Москву и работал в 5 ГУ МСМ.
кандидат технических наук.

## Награды и премии
- Сталинская премия второй степени (1951) — за участие в разработке центральной части изделия РДС.
- Сталинская премия второй степени (1953) — за разработку кинематики и динамики обжатия взрывом применительно к изделиям РДС-6с и РДС-5[1][2].
- два ордена Трудового Красного Знамени (1951, 1956 )
- медали